# Kalliopi Stratakis
Kalliopi Stratakis (12 de setembro de 1978) é uma ex-futebolista grega que atuava como defensora.

## Carreira
Kalliopi Stratakis representou a Seleção Grega de Futebol Feminino, nas Olimpíadas de 2004. 